# Пушкинский район (Московская область)
Пу́шкинский райо́н — упразднённая административно-территориальная единица (район) и бывшее муниципальное образование (муниципальный район) на северо-востоке Московской области.
Административный центр — город Пушкино.
6 мая 2019 года Пушкинский муниципальный район был упразднён, а все входившие в него городские и сельские поселения объединены в новое единое муниципальное образование — Пушкинский городской округ.
23 июля 2019 года Пушкинский район как административно-территориальная единица области был упразднён, а вместо него образована новая административно-территориальная единица — город областного подчинения Пушкино с административной территорией.

## География
Территория района расположена в междуречье Клязьмы и Вори. На северо-востоке протекали Талица, Скалба, на северо-западе — Яхрома. Границы района проходили по берегам Учинского, Пестовского и Пяловского водохранилищ. Такое обилие синих рек и водоёмов нашло своё отражение в гербе и флаге Пушкинского района.
Почти половину общей площади района занимали леса. Исключительно благоприятное сочетание природных факторов, отсутствие крупных предприятий позволяло говорить о районе, как об одном из самых экологически чистых в Подмосковье.
Граничил на юго-западе с Мытищинским, на северо-западе — с Дмитровским, на севере с Сергиево-Посадским районами, на юго-востоке — с городскими округами Королёв и Ивантеевка, на востоке с Щёлковским районом, на северо-востоке — с городским округом Красноармейск.
Площадь территории района на момент упразднения составляла 571,47 км².

## История
Пушкинский район был образован 12 июля 1929 года в составе Московского округа Московской области. В состав района вошли город Пушкино; рабочие посёлки Ивантеевка и Красноармейский; дачные посёлки Братовщина, Клязьма и Мамонтовка; а также следующие сельсоветы бывшей Московской губернии:
- из Московского уезда:
  - из Пушкинской волости: Акуловский, Братовщинский, Витинёвский, Звягинский (селение Звягино), Ивантеевский, Левковский, Листвянский, Манюхинский(путём объединения Юдинского и Кузнецовского с/с), Новодеревенский, Пушкинский, Тишковский, Чапчиковский
  - из Щёлковской волости: Комягинский (при этом он был упразднён, а его территория включена в Левковский с/с)
- из Сергиевского уезда:
  - из Путиловской волости: Барковский, Березняковский, Лепешкинский, Лукьянцевский, Муромцевский, Путиловский, Царёвский
  - из Софринской волости: Алёшинский, Даниловский, Ельдигинский, Жуковский, Клинниковский, Луговской, Майский, Матюшинский, Митропольский, Софринский, Талицкий, Цернский
  - из Хотьковской волости: Артемьевский.

20 мая 1930 года из Щёлковского района в Пушкинский был передан Новоселковский с/с. Из Ассауровского с/с Дмитровского района в Алёшинский с/с Пушкинского района было передано селение Горохово. 20 августа из Пушкинского района в особую административно-территориальную единицу Зелёный город были переданы д.п. Братовщина и сельсоветы Братовщинский, Ельдигинский, Матюшинский, Митропольский, Тишковский, Цернский, Чапчиковский. Одновременно были образованы Бортневский, Михалёвский и Соколовский с/с.
2 ноября 1931 года был упразднён Ивантеевский (территория включена в черту посёлка Ивантеевка) с/с.
7 января 1934 года был упразднён Листвянский (территория включена в черту посёлка Мамонтовка) с/с. 9 декабря из упразднённого Зелёного города в Пушкинский район были переданы д.п. Братовщина и сельсоветы Братовщинский, Ельдигинский, Матюшинский, Правдинский, Тишковский, Цернский и Чапчиковский.
27 февраля 1935 года из Коммунистического района в Пушкинский были переданы Жостовский (селения Жостово и Степаньково) и Осташковский (селения Осташково, Сорокино, Старогорье и посёлок фабрики «Пролетарская Отрада») с/с.
13 мая 1935 года из Жостовского с/с Пушкинского района в Новосельцевский с/с Дмитровского района было передано селение Степаньково, из Новосельцевского с/с Дмитровского района в Осташковский с/с Пушкинского района — селение Чиверево, а из Осташковского с/с Пушкинского района в Беляниновский с/с Мытищинского района — посёлок фабрики «Пролетарская Отрада».
28 февраля 1936 года из Царёвского с/с Пушкинского района в Богословский с/с Щёлковского района было передано селение Хотилово.
31 марта 1936 года были упразднён Чапчиковский (упразднены все его населённые пункты) с/с.
19 октября 1937 года был образован д.п. Правдинский. Правдинский с/с при этом был упразднён.
2 февраля 1938 года р.п. Ивантеевка получил статус города. 3 ноября были образованы д.п. Ашукино, Зеленоградский и Заветы Ильича.
17 июля 1939 года были упразднены Бортневский (селение Бортнево было передано в Алёшинский с/с, а селения Малое Воронино и Малое Кобылино — в Цернский с/с), Витинёвский (территория передана в Манюхинский с/с), Лепешкинский (территория передана в Царевский с/с), Михалёвский (территория передана в Тишковский с/с) и Осташковский (территория передана в Жостовский с/с) с/с. В то же время был упразднён Акуловский (территория передана в Пушкинский с/с) с/с.
9 мая 1940 года из Лукьянцевского с/с Пушкинского с/с в Петровский с/с Щёлковского района было передано селение Ряплово.
20 июня 1940 года был упразднён д.п. Братовщина.
27 июля 1940 года упразднён Лукьянцевский (все его населённые пункты упразднены) с/с.
16 апреля 1941 года д.п. Правдинский был преобразован в рабочий посёлок. Селение Степаньково было передано в Матюшинский с/с.
20 сентября 1946 года р.п. Красноармейский был преобразован в город Красноармейск. Одновременно упразднён Муромцевский (территория включена в черту города Красноармейск) с/с. Из Путиловского с/с в черту города Красноармейск было передано селение Красноворенск.
22 октября 1951 года из Манюхинского с/с Пушкинского района в Марфинский с/с Краснополянского района было передано селение Юрьево.
12 апреля 1952 года из Царёвского с/с в Жуковский с/с были переданы селения Останкино и Назарово.
10 апреля 1953 года из Алёшинского с/с в Майский с/с было передано селение Бортнево, из Даниловского с/с в Луговской с/с — селение Артёмово, из Пушкинского с/с в подчинение д.п. Мамонтовка — селение Акулово, а из Талицкого с/с в Барковский с/с — селения Никольское и Щеглово.
12 декабря 1953 года был образован посёлок Лесной Братовщинского с/с.
22 декабря 1953 года город Пушкино отнесен к категории городов областного подчинения (Указ Президиума Верховного совета РСФСР) (Ведомости Верховного Совета СССР. - 1954. - № 1 (795) от 20 января. - С. 15).
13 марта 1954 года город Ивантеевка получил статус города областного подчинения.
1 апреля 1954 года был образован р.п. Лесной.
14 июня 1954 года был образован Первомайский (путём объединения Майского и Цернского с/с) с/с и упразднены Барковский (территория передана в Путиловский с/с), Березняковский (территория передана в Царёвский с/с), Даниловский (территория передана в Луговской с/с), Ельдигинский (территория передана в Матюшинский с/с), Левковский (территория передана в Жуковский с/с), Майский (территория передана в Первомайский с/с), Манюхинский (территория передана в Жостовский с/с), Новодеревенский (территория передана в Пушкинский с/с), Новоселковский (территория передана в Пушкинский с/с), Софринский (территория передана в Клинниковский с/с), Талицкий (территория передана в Клинниковский с/с), Тишковский (территория передана в Алёшинский с/с) и Цернский (территория передана в Первомайский с/с) с/с.
22 июня 1954 года из Алёшинского с/с в Матюшинский с/с было передано селение Раково, а из Царёвского с/с в Путиловский с/с — селение Васюково.
10 февраля 1955 года Жостовский и Звягинский (селение Звягино) с/с были переданы Мытищинскому району.
7 декабря 1957 года Пушкинский район был упразднён, а его территория передана в Мытищинский район.
28 апреля 1962 года Калининградский район был переименован в Пушкинский район (центр Калининградского района был перенесен из города Калининграда в город Пушкино) (Указ Президиума Верховного совета РСФСР) (Ведомости Верховного Совета РСФСР. - 1962. - № 17 (187) от 3 мая. - С. 267-268). В его состав вошли город Красноармейск; р.п. Лесной, Первомайский, Правдинский, Софрино и Текстильщик; д.п. Ашукино, Болшево, Заветы Ильича, Зеленоградский, Клязьма, Мамонтовка и Черкизово; сельсоветы Братовщинский, Ельдигинский, Звягинский (селение Звягино), Луговской, Первомайский, Пушкинский, Талицкий, Тарасовский и Царёвский. 31 июля Первомайский с/с был переименован в Майский.
1 февраля 1963 года Пушкинский район вновь был упразднён. При этом город Красноармейск, р.п. Лесной, Правдинский и Софрино, д.п. Ашукино, Заветы Ильича, Зеленоградский, Клязьма, Мамонтовка и Черкизово были переданы в подчинение городу Пушкино, р.п. Первомайский и Текстильщик, д.п. Болшево — в подчинение городу Калининграду, сельские советы — в Мытищинский укрупнённый сельский район. Но уже 13 января 1965 года Пушкинский район в новь восстановлен. На этот раз в его состав вошли город Красноармейск; р.п. Лесной, Правдинский и Софрино; д.п. Ашукино, Заветы Ильича, Зеленоградский, Клязьма, Мамонтовка и Черкизово; с/с Братовщинский, Ельдигинский, Звягинский (селение Звягино), Луговской, Майский, Пушкинский, Талицкий, Тарасовский и Царёвский. 21 мая из Мытищинского района в Пушкинский был передан Тишковский с/с.
2 декабря 1972 года был упразднён Звягинский (территория (селение Звягино) передана в подчинение дачному посёлку Клязьма) с/с.
7 сентября 1992 года город Красноармейск отнесен к категории городов областного подчинения (Указ Президиума Верховного совета Российской Федерации) (Ведомости Съезда народных депутатов Российской Федерации и Верховного Совета Российской Федерации. - 1992. - № 38 от 24 сентября. - С. 2776).
3 февраля 1994 года сельсоветы были преобразованы в сельские округа.
1 февраля 2001 года город Пушкино утратил статус города областного подчинения (Закон Московской области от 17 января 2001 года № 12/2001-ОЗ, "Подмосковные известия", № 20, 01.02.2001).
31 июля 2003 года д.п. Заветы Ильича, Клязьма (административно подчинённое село Звягино) и Мамонтовка были включены в черту города Пушкино. В том же году был упразднён Пушкинский с/о.
6 мая 2019 года все городские и сельские поселения Пушкинского муниципального района упразднены и объединены в новое единое муниципальное образование — Пушкинский городской округ.
23 июля 2019 года Пушкинский район как административно-территориальная единица области был упразднён, а вместо него образована новая административно-территориальная единица — город областного подчинения Пушкино с административной территорией.

## Население
| 1931     | 1939     | 1970     | 1979     | 1989     | 2002     | 2006     | 2009     |
| -------- | -------- | -------- | -------- | -------- | -------- | -------- | -------- |
| 49 830   | ↗140 562 | ↘136 761 | ↘123 889 | ↘123 630 | ↗163 439 | ↗163 982 | ↗166 144 |
| 2010     | 2011     | 2012     | 2013     | 2014     | 2015     | 2016     | 2017     |
| ↗177 510 | ↗177 616 | →177 616 | ↗179 577 | ↘179 541 | ↗182 881 | ↘179 745 | ↘178 708 |
| 2018     | 2019     |          |          |          |          |          |          |
| ↘176 546 | ↗177 822 |          |          |          |          |          |          |

## Территориальное устройство
В Пушкинский район с 2001 до 2003 года входили: 1 город районного подчинения, 6 посёлков городского типа (3 дачных и 3 рабочих посёлка) и 9 сельских округов (до 1994 года сельсоветов): Братовщинский, Ельдигинский, Луговской, Майский, Пушкинский, Талицкий, Тарасовский, Тишковский, Царёвский.
С 1953 до 2001 гг. Пушкино как город областного подчинения не входил в состав района.
С 2003 до 2006 гг. в районе было 1 город районного подчинения, 6 посёлков городского типа и 8 сельсоветов: к этому времени Пушкинский сельский округ был влит частично в городскую черту г. Пушкино, частично в Царёвский сельский округ.
В Пушкинский муниципальный район с 2006 до 2019 гг. входило 10 муниципальных образований — 7 городских и 3 сельских поселений:
| №        | Муниципальное образование | Административный центр        | Количество населённых пунктов | Население | Площадь, км2 |
| -------- | ------------------------- | ----------------------------- | ----------------------------- | --------- | ------------ |
| 1e-06    | Городские поселения:      |                               |                               |           |              |
| 1        | Ашукино                   | дачный посёлок Ашукино        | 15                            | ↘10 180   | 87,32        |
| 2        | Зеленоградский            | дачный посёлок Зеленоградский | 3                             | ↗2404     | 17,24        |
| 3        | Лесной                    | рабочий посёлок Лесной        | 2                             | ↘8350     | 17,79        |
| 4        | Правдинский               | рабочий посёлок Правдинский   | 4                             | ↘12 318   | 20,21        |
| 5        | Пушкино                   | город Пушкино                 | 1                             | ↘111 580  | 60,33        |
| 6        | Софрино                   | рабочий посёлок Софрино       | 14                            | ↘16 163   | 98,91        |
| 7        | Черкизово                 | дачный посёлок Черкизово      | 1                             | ↘4186     | 5,39         |
| 7.000002 | Сельские поселения:       |                               |                               |           |              |
| 8        | Ельдигинское              | село Ельдигино                | 16                            | ↗2748     | 116,16       |
| 9        | Тарасовское               | село Тарасовка                | 3                             | ↗8757     | 13,01        |
| 10       | Царёвское                 | село Царёво                   | 29                            | ↘6531     | 135,01       |

### Населённые пункты
В Пушкинском районе на момент его упразднения было 88 населённых пунктов.

## Общая карта
Легенда карты:
|  | Более 100 000 жителей |
|  | 10 000—20 000 жителей |
|  | 5000—10 000 жителей   |
|  | 1000—5000 жителей     |
|  | 500—1000 жителей      |

## Люди, связанные с Пушкинским районом
- Галин, Константин Иванович (1920—1998) — участник Великой Отечественной войны, полный кавалер ордена Славы. Родился в деревне Горенки, ныне в черте городского поселения Ашукино.

## Преступность
20 декабря 2010 года Департамент экономической безопасности МВД России сообщил о разоблачении и задержании группировки чиновников Пушкинского района, которые совершили масштабные мошенничества с земельными участками. В неё входили: заместитель главы администрации Пушкинского района — председатель комитета по управлению имуществом Денис Соломатин, начальник отдела земельных отношений района — заместитель председателя комитета по управлению имуществом Алексей Сальников, заместитель начальника пушкинского отдела управления Федеральной службы государственной регистрации, кадастра и картографии по Московской области Михаил Ананин, а также несколько представителей различных коммерческих структур. Вопиющим фактом являлось почти повсеместное сотрудничество администрации и правоохранительных органов Пушкинского района с аффилированной с Асланом Усояном бандой Леснякова, практикующей силовые методы воздействия на оппонентов. Отношения государственных структур и мафии сложились на фоне ожесточенных войн между группировками, итоги которых, порой, напоминали ритуальные убийства, одно из них послужило началом «Дела подмосковных прокуроров», впрочем, иные утверждали, что у киллера просто заклинило оружие, потому ему пришлось отрезать голову приятелю городского прокурора на пороге надзорного ведомства.